# Soul Power (filme)
Soul Power é um documentário de 2008 dirigido por Jeff Levy-Hinte sobre o festival de música Zaire 74 que aconteceu em Kinshasa, accompanhando a famosa luta de pesos-pesados entre Muhammad Ali e George Foreman em outubro de 1974, conhecida como Rumble in the Jungle .
O filme foi feito com imagens de arquivo; outras filmagens da época focando na luta foi editada em forma de filme e lançada como When We Were Kings.
Artistas no filme incluem James Brown ("Soul Power"), The Spinners ("One of a Kind"), OK Jazz com a participação de Franco, Bill Withers ("Hope She'll Be Happier"), Miriam Makeba ("Qongqothwane" a.k.a. "The Click Song"), B.B. King ("The Thrill Is Gone"), Pembe Dance Troupe, The Crusaders ("Put It Where You Want It"), Fania All-Stars com a participação de Celia Cruz, Danny "Big Black" Rey, Afrisa com a participação de Tabu Ley Rochereau, The J.B.'s ("Cold Sweat") e Manu Dibango.
O DVD inclui faixas bônus de James Brown ("Try Me"), Sister Sledge ("On and On"), Abeti e uma apresentação de dança com Pembe Dance Troupe ("Stilts and Bells").

## Música e Black Power
A música tocada no palco toma meia hora do total da filmagem. O restante do documentário inclui clipes sobre o evento, incluindo imagens dos músicos, cenas atrás das câmeras e montagem do palco. O DVD também inclui cenas de jam sessions e entrevistas com cidadãos locais.
James Brown se apresenta no início do filme e canta duas canções no final; outras performances de James estão incluídas com bônus no DVD. Brown é também visto atrás das câmeras e os músicos interagindo com os lutadores.
Muitos artistas expressam suas percepções sobre o movimento Black Power e seu papel nele. Sem surpresas Muhammad Ali usa sua presença na tela antes da luta não apenes para falar sobre imperialismo mas também da importância de sua vitória para o movimento. Foreman chegou atrasado às  festividades por conta de uma lesão e não chegou em tempo do festival e apenas imagens de Ali puderam ser usadas.